# Glucogen sintetasa

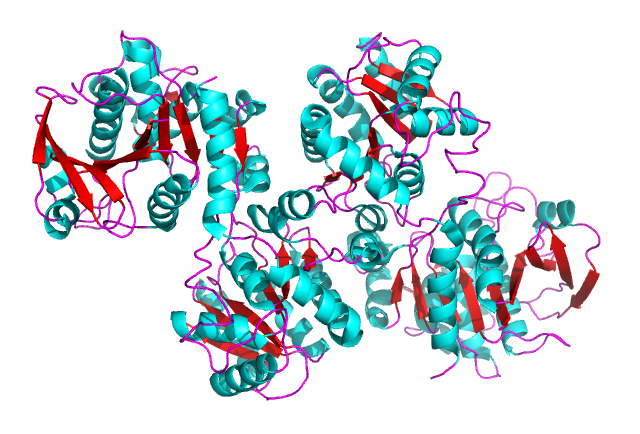
Estructura cristal·lina de la glicogen sintetasa

La glicogen sintetasa o glucogen sintetasa (en anglès: Glycogen synthase o UDP-glucose-glycogen glucosyltransferase) és un enzim implicat en convertir la glucosa a glicogen. Té dues isoformes, l'hepàtica i la muscular, amb una homologia del 80%.

## Estructura
L'estructura de la glicogen sintetasa encara no és prou coneguda, tot i que se’n saben moltes coses. La seva estructura es va poder obtenir per cristal·lografia a partir del bacteri Agrobacterium tumefaciens. En la seva forma asimètrica, la glicogen sintetasa es troba en forma dimèrica, amb els seus monòmers formats per dos dominis Rossmann-fold.
La glicogen sintetasa pot ser classificada en dues families de proteïnes. La primera família d'aquestes proteïnes és la GT3, una família que es troba en mamífers i llevat, té un pes aproximat de 80kDa, utilitza UDP-glucosa i és regulada per fosforilació i per unió de lligands. La segona família, GT5, és de bacteris i plantes, té uns 50kDa, usa ADP-glucosa i no està regulada.

## Funció
És un enzim glicosiltransferasa que catalitza la transferència del fragment glucosil activat de la UDP-glucosa a una molècula de glicogen, formant un nou enllaç glicosídic entre el grup hidroxil del C-1 del sucre activat i el C-4 d'un residu glucosil de la cadena de glicogen. L'extrem reductor de la glucosa s'uneix sempre a un extrem no reductor de la cadena de glicogen. La molècula de glicogen teòricament només té un extrem reductor lliure i està situat al nucli central de l'estructura.
La glicogen sintetasa crea cadenes de glucosa amb enllaços α-1,4 glucosídics, però no pot formar ramificacions α-1,6 glucosídiques. Per tant, ella sola no pot sintetitzar glicogen, ja que com a molt pot formar cadenes d'amilosa. Per generar doncs el glicogen, cal l'ajut d'un altre enzim, l'enzim ramificant d'1,4-α-glucà.

## Isoformes
En humans hi ha dues formes isoenzimàtiques paràlogues de la glicogen sintetasa.
| isozim               | distribució tissular    | gen  |
| -------------------- | ----------------------- | ---- |
| glicogen sintetasa 1 | Múscul i altres teixits | GYS1 |
| glicogen sintetasa 2 | fetge                   | GYS2 |

L'expressió de la isoforma 2 éstà restringida al fetge, mentre que la isoforma 1 s'expressa majoritàriament al múscul, però també en altres teixits. El glicogen hepàtic serveix de reserva per mantenir els nivells sanguinis de glucosa en dejuni, mentre que el muscular s'usa de reserva energètica per ser utilitzada en fase d'exercici.
|                  |                                                                                 |
| Substància       | família d'enzims                                                                |
| Subclasse de     | hexosyltransferase (en) , glycogen synthase (en) i UDP-glucosyltransferase (en) |
| Locus            | Cr. 19 q13.3                                                                    |
| Funció molecular | glycogen (starch) synthase activity (en)                                        |
| Identificadors   |                                                                                 |
| Símbol           | GYS1                                                                            |
| HUGO             | 4706                                                                            |
| Entrez           | 2997                                                                            |
| OMIM             | 138570                                                                          |
| RefSeq           | NM_002103                                                                       |
| UniProt          | P13807                                                                          |
| MeSH             | D006006                                                                         |
| Nombre EC        | 2.4.1.11                                                                        |

|                  |                                                                                 |
| Substància       | família d'enzims                                                                |
| Subclasse de     | hexosyltransferase (en) , glycogen synthase (en) i UDP-glucosyltransferase (en) |
| Locus            | Cr. 12 p12.2-11.2                                                               |
| Funció molecular | glycogen (starch) synthase activity (en)                                        |
| Identificadors   |                                                                                 |
| Símbol           | GYS2                                                                            |
| HUGO             | 4707                                                                            |
| Entrez           | 2998                                                                            |
| OMIM             | 138571                                                                          |
| RefSeq           | NM_021957                                                                       |
| UniProt          | P54840                                                                          |
| MeSH             | D006006                                                                         |
| Nombre EC        | 2.4.1.11                                                                        |

## Regulació
L'enzim és altament regultat per efectors al·lostèrics com la glucosa-6-fosfat, per fosforilació, i indirectament per la insulina. La fosforilació de la glicogen sintetasa disminueix la seva activitat. L'enzim té nou llocs de fosforilació, tot i que la isoforma muscular en té dos més. Els llocs compartits són els següents:
| Nom     | Lloc de fosforilació | Cinasa | Referència(-es) |
| ------- | -------------------- | ------ | --------------- |
| Lloc 1a |                      | PKA    | ,               |
| Lloc 1b |                      | PKA    | ,               |
| Lloc 2  | Serina 7             | AMPK   | ,               |
| Lloc 2a | Serina 10            | CK2    |                 |
| Lloc 3a | Serina 641           | GSK3   | [ 13 ]          |
| Lloc 3b | Serina 645           | GSK3   | [ 13 ]          |
| Lloc 3c | Serina 649           | GSK3   | [ 13 ]          |
| Lloc 3d | Serina 653           | GSK3   | [ 13 ]          |
| Lloc 4  | Serina 727           |        |                 |

El lloc de fosforilació 2, que és una serina en posició 7, és molt important per canviar l'activitat de l'enzim, fins al punt que si aquest lloc es troba mutat, augmenta molt l'activació de l'enzim encara que hi hagi més llocs fosforilats. La glicogen sintetasa pot ser fosforilada per moltes cinases, però les més importants són la PKA i la GSK3. La fosfatasa PP1 pot desfosforilar-la.
Una disminució dels nivells de glucosa fa augmentar el glucagó. Aquest, a través de l'enzim adenilat ciclasa, sintetitza AMPc, que és capaç d'activar la PKA. Aquesta cinasa pot fosforilar l'enzim en posició 1 per inactivar-lo. L'adrenalina també regula l'enzim. Per fer-ho actua en receptors adrenèrgics α1 activant la fosfolipasa C. Aquesta trenca fosfatidilinositol bisfosfat (PIP2) i dona un diacilglicerol i inositol-3-fosfat (IP3). L'IP3 actua al reticle endoplasmàtic i permet la sortida de calci al citosol, mentre que el diacilglicerol activarà la PKC i tots dos activaran la CaMK, una cinasa capaç de fosforilar la glicogen sintetasa per inactivar-la. D'altra banda, un pic d'insulina provocarà l'activació de PKB, que per una banda inhibirà la cinasa GSK3 i també activarà la fosfodiesterasa PDE-3B, que degrada AMPc i, per tant, impedeix l'activació de PKA, per tant la insulina afavoreix l'activació de la glicogen sintetasa.
La PP1 és una fosfatasa que treballa unint-se a altres proteïnes com GL o PTG. Aquestes proteïnes partner determinen el nivell d'activitat de la fosfatasa depenent del substrat. La proteïna GL li confereix més afinitat per la glicogen sintetasa i, per tant, els dímers PP1-GL desfosforilaran i activaran la glicogen sintetasa. L'efecte d'aquesta proteïna és potenciat per la glucosa-6-fosfat.

## Patologia
Les mutacions en el gen GYS2 estan associades a la malaltia d'emmagatzemament de glicogen tipus 0
En humans, els defectes en el control de presa i utilització de la glucosa també estan associats amb diabetis i hiperglicèmia.